# Jan Łukasiewicz

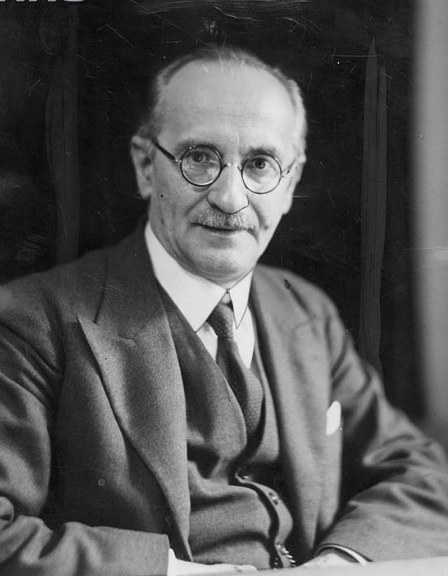
Jan Łukasiewicz 1935

Jan Łukasiewicz (Lwów, Galicië, 21 december 1878 – Dublin, 13 februari 1956) was een etnisch-Poolse wiskundige en logicus.
Łukasiewicz' belangrijkste uitvindingen zijn de driewaardige logica (1917), waarin er een derde waarheidswaarde is naast "waar" en "onwaar", en de Poolse notatie (1920). Daarnaast verrichtte hij werk op het gebied van de geschiedenis van de logica, waarbij hij onder meer geïnteresseerd was in Aristoteles' syllogistiek.
Łukasiewicz stond bekend om zijn heldere manier van lesgeven en uitleggen, waardoor niet alleen studenten in de exacte wetenschappen (voor wie logica een verplicht vak was), maar ook sommige alfa's naar zijn colleges kwamen.